# Pholcomma
Pholcomma là một chi nhện trong họ Theridiidae.

## Các loài
- Pholcomma antipodianum (Forster, 1955)
- Pholcomma barnesi Levi, 1957
- Pholcomma carota Levi, 1957
- Pholcomma gibbum (Westring, 1851)
- Pholcomma hickmani Forster, 1964
- Pholcomma hirsutum Emerton, 1882
- Pholcomma mantinum Levi, 1964
- Pholcomma micropunctatum (Mello-Leitão, 1941)
- Pholcomma soloa (Marples, 1955)
- Pholcomma tokyoense Ono, 2007
- Pholcomma turbotti (Marples, 1956)
- Pholcomma yunnanense Song & Zhu, 1994